# خورخه بولانیو
خورخه بولانیو (اسپانیایی: Jorge Bolaño‎؛ زادهٔ ۲۸ آوریل ۱۹۷۷) بازیکن فوتبال اهل کلمبیا بود.
از باشگاه‌هایی که در آن بازی کرده‌است می‌توان به باشگاه فوتبال مودنا، باشگاه ورزشی اتلتیکو جونیور، باشگاه فوتبال سمپدوریا، باشگاه فوتبال پارما، و باشگاه فوتبال لچه اشاره کرد.
وی همچنین در تیم ملی فوتبال کلمبیا بازی کرده‌است.